# Niculițel
Niculițel – wieś w Rumunii, w okręgu Tulcza, w gminie Niculițel. W 2011 roku liczyła 4297 mieszkańców.